# Martin Harris

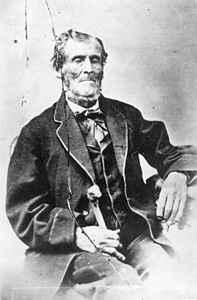
Foto von Martin Harris kurz vor seinem Tod

Martin Harris (* 18. Mai 1783 in Eastown, New York; † 10. Juli 1875 in Clarkston, Utah) spielte eine wichtige Rolle in der Frühgeschichte der Kirche Jesu Christi der Heiligen der Letzten Tage als Finanzier des  Buches Mormon und als einer der „drei Zeugen“.

## Frühe Jahre
Martin Harris wurde am 18. Mai 1783 als Sohn von Nathan Harris und Rhoda Lapham in Eastown im damaligen Albany County geboren. Mit seinen Eltern zog er nach Swift’s Landing im Ontario County, das später Palmyra hieß. Er heiratete 1808 seine Cousine Lucy Harris und diente im Krieg von 1812 in der Miliz des Staates New York. Er wurde der Besitzer von 320 Acres (130 Hektar) Land in Palmyra.

## Verbindung mit dem Mormonentum
Nachdem er sich als religiös Suchender mit mehreren Religionsgemeinschaften befasst hatte, lernte er Joseph Smith kennen. Er glaubte an die prophetische Mission des jungen Mannes und unterstützte ihn finanziell und als Schreiber bei der Übersetzung des Buches Mormon.
Harris veranlasste Joseph Smith, einige Schriftzeichen von den goldenen Platten zu kopieren, mit denen er, Harris, dann nach New York City ging, um sie von einem Fachmann, dem Philologen Professor Charles Anthon, auf ihre Echtheit prüfen zu lassen. Harris berichtete, Anthon habe ihm eine Bestätigung ausgestellt, dass die Schriftzeichen echt ägyptisch seien und dass die Übersetzung korrekt sei. Als er aber erfahren habe, dass die Quelle der Zeichen, die goldenen Platten, auf wundersame Weise in den Besitz von Joseph Smith gelangt seien, habe er die Bestätigung zerrissen. Später behauptete Anthon, er habe sofort erkannt, dass es sich um eine Fälschung handle, und nie eine Bestätigung ausgestellt.
Da Lucy Harris das zeitliche und finanzielle Engagement ihres Mannes für die Übersetzung und Veröffentlichung des Buches Mormon mit Unwillen betrachtete, wollte ihr Mann sie überzeugen, indem er ihr die bisher übersetzten 116 Seiten zeigen wollte, wozu Joseph Smith nach langem Zögern seine Zustimmung erteilte. Nachdem Harris die Seiten einigen Bekannten gezeigt hatte, waren sie plötzlich verschwunden. Die Reaktion auf den Verlust schlug sich in einer Offenbarung nieder, die Joseph Smith kurz darauf erhielt, und in einem Verbot, zunächst weiter zu übersetzen. Schließlich wurde die Arbeit wieder aufgenommen, doch war Martin Harris nicht mehr der Schreiber.
Im Juni 1829 wurde Martin Harris berufen, einer der drei Zeugen für das Buch Mormon zu sein, deren Aussage in jedem Exemplar des Buches zu finden ist.
Die Veröffentlichung des Buches Mormon war nur deshalb möglich, weil Martin Harris die Kosten von 3000 $ für die Auflage von 5000 Stück übernahm und dafür 151 Acres von seinem Land verkaufte.
Oliver Cowdery taufte Martin Harris am 6. April 1830, dem Gründungstag der Kirche, und am 9. Juni 1830 wurde er zum Priester ordiniert; danach diente er in verschiedenen Führungspositionen. 1835 wählte er aufgrund einer früheren Offenbarung von Joseph Smith zusammen mit den anderen beiden Zeugen Oliver Cowdery und David Whitmer die ersten zwölf Apostel der Neuzeit aus.
Im Dezember 1837 wurde Martin Harris im Zusammenhang mit den Turbulenzen in Kirtland um die Kirtland Safety Society aus der Kirche ausgeschlossen.

## Die späten Jahre
1842 wurde Harris nochmals getauft und damit wieder Mitglied der Kirche. In den Jahren nach dem Tod von Joseph Smith 1844 schloss sich Harris zeitweise verschiedenen Splittergruppen an. Missionare aus Utah besuchten ihn mehrfach auf ihrem Weg nach Osten und Harris bezeugte die Realität der goldenen Platten und bekräftigte sein Zeugnis, wie es im Buch Mormon abgedruckt ist. Martin Harris fühlte sich hin- und hergerissen und sagte auf das Drängen seiner zweiten Frau, Caroline, er wolle nach Utah gehen, tat es aber nicht. Schließlich bewog sie ihn dazu, nach Nebraska in die Nähe ihrer Schwester zu ziehen. Martin Harris selbst trennte sich 1856 von seiner Frau und kehrte nach Kirtland zurück. Erst 1870 ließ er sich dazu bewegen, ins Utah-Territorium zu ziehen und im Haus seines Schwiegersohnes und seiner Tochter in Clarkston im Cache County zu leben. Im selben Jahr wurde er durch die Taufe nochmals in die Kirche aufgenommen. Er starb, nachdem er immer wieder bestätigt hatte, dass er die goldenen Platten gesehen habe und dass der Engel bezeugt habe, dass das Buch Mormon wahr sei, im Kreise seiner Familie am 10. Juli 1875.